# عبدالله النسور
عبدالله النسور (عربی: عبدالله النسور؛ زادهٔ ۲۰ ژانویهٔ ۱۹۳۹) یک سیاست‌مدار اهل اردن است.
او از ۱۰ اکتبر ۲۰۱۲ تا ۱ ژوئن ۲۰۱۶ نخست‌وزیر اردن بود.